# Jan Waygart
Jan Waygart (ur. 5 maja 1870, zm. 5 września 1924 w Białym Kamieniu) – doktor prawa, podpułkownik rezerwy taborów Wojska Polskiego, podsekretarz stanu w Ministerstwie Spraw Wojskowych.

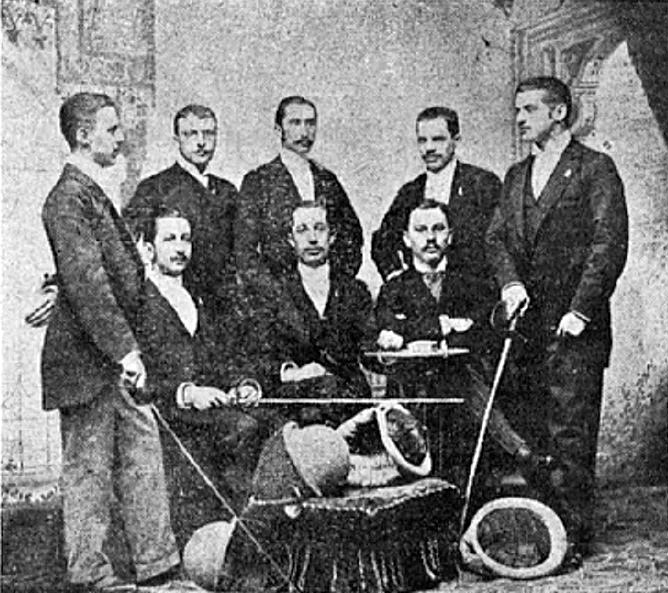
Założyciele Akademickiego Klubu Szermierzy w 1891. Pośrodku dr Jan Waygart

## Życiorys
W 1879 rozpoczął naukę w gimnazjum we Lwowie, a w 1888 studia na Wydziale Prawa Uniwersytetu Franciszkańskiego we Lwowie. W lutym 1891 był współorganizatorem i pierwszym prezesem „Klubu Szermierzy” we Lwowie, który funkcjonował jako akademickie stowarzyszenie młodzieży chrześcijańskiej. Funkcję prezesa klubu sprawował do 1892, czyli do ukończenia studiów.
Po uzyskaniu stopnia doktora praw oraz złożeniu egzaminu fiskalnego i adwokackiego został mianowany szefem Departamentu Wojskowego w cesarskiej i królewskiej Galicyjskiej Prokuratorii Skarbu we Lwowie. Radca sekcyjny w Ministerstwie Robót Publicznych. W grudniu 1912 otrzymał tytuł i charakter radcy ministerialnego. Był c. i k. radcą ministerialnym w Ministerstwie Robót Publicznych Galicji. W czasie I wojny światowej jako oficer rezerwy pełnił służbę w cesarskiej i królewskiej armii. W 1918 był zastępcą szefa cywilnego Generalnego Gubernatorstwa Lubelskiego. W proteście przeciwko podpisanemu 3 marca 1918 traktatowi brzeskiemu złożył dymisję. W tym samym roku, w Warszawie, był organizatorem i wiceprezesem Prokuratorii Generalnej Rzeczypospolitej Polskiej.
15 sierpnia 1919 został przyjęty do Wojska Polskiego w stopniu rotmistrza kawalerii ze starszeństwem z dniem 1 marca 1918 i przydzielony do 1 Rezerwy. Latem 1920 został „powołany do czynnej służby na czas wojny, aż do demobilizacji z równoczesnym przydziałem do 1 szwadronu zapasowego taborów, z równoczesnym przeniesieniem z etatu oficera jazdy na etat oficera wojsk taborowych”. Posiadał wówczas stopień rotmistrza taborów. Został przydzielony do Naczelnego Dowództwa. Powierzono mu przeprowadzenie inspekcji taborów 3 Armii, a następnie pełnienie służby inspekcyjnej z ramienia Ministerstwa Spraw Wojskowych. W październiku 1920 opuścił szeregi wojska, żegnany rozkazem pochwalnym Ministra Spraw Wojskowych. Przeniesiony do rezerwy w stopniu majora Wojsk Taborowych.
19 lipca 1922 Wojciech Korfanty desygnował go na urząd ministra spraw wewnętrznych w swoim gabinecie, lecz do sformowania rządu nie doszło. W tym samym roku został zweryfikowany w stopniu podpułkownika ze starszeństwem z dniem 1 czerwca 1919 w korpusie oficerów rezerwowych taborowych. W 1923 posiadał przydział do 1 dywizjonu taborowego w Warszawie.
12 kwietnia 1922 Naczelnik Państwa mianował go szefem Wojskowej Kontroli Generalnej w Ministerstwie Spraw Wojskowych, a w trzeciej dekadzie maja tego roku powierzył mu jednocześnie funkcję wiceministra spraw wojskowych. Funkcję podsekretarza stanu sprawował w drugim rządzie Antoniego Ponikowskiego.
Dziennik Poznański podał, że ówczesny Minister Spraw Wojskowych, generał dywizji Władysław Sikorski „skasował” stanowisko szefa kontroli wojskowej ze względów oszczędnościowych, a szef kontroli wiceminister Waygart ustępuje z tego stanowiska z dniem 1 marca 1924, natomiast „Polska Zbrojna” podała, że na podstawie rozkazu dziennego Nr 25 z 29 lutego 1924 roku Minister Spraw Wojskowych udzielił podsekretarzowi stanu, szefowi Wojskowej Kontroli Generalnej sześciotygodniowego urlopu kuracyjnego z dniem 1 marca 1924. Zmarł 5 września 1924 w majątku Biały Kamień pod Lwowem.

## Ordery i odznaczenia
- Krzyż Komandorski Orderu Odrodzenia Polski – 2 maja 1923 „w uznaniu zasług, położonych dla Rzeczypospolitej Polskiej na polu organizacji wojskowej"[14][15]